# Marco Cláudio Marcelo (cônsul em 51 a.C.)
Marco Cláudio Marcelo (m. 46 a.C.; em latim: Marcus Claudius Marcellus) foi um político da família dos Marcelos da gente Cláudia da República Romana eleito cônsul em 51 a.C. com Sérvio Sulpício Rufo . Era filho de Marco Cláudio Marcelo, edil em 91 a.C., irmão de Caio Cláudio Marcelo Maior, cônsul em 49 a.C. e primo de Caio Cláudio Marcelo Menor, cônsul em 50 a.C..

## Carreira

Marcha de César durante a guerra civil.

Em 63 a.C., durante a Segunda Conspiração de Catilina, entregou a Cícero uma carta anônima que havia recebido recomendando que abandonasse a cidade, o que ajudou a alertar o cônsul em seus esforços de impedir o complô de prosperar. Foi edil curul em 56 a.C. juntamente com Públio Clódio Pulcro. Em fevereiro deste mesmo ano, defendeu Milão, a pedido de Cícero, acusado por Clódio de violência pública por ter defendida sua casa dos ataques de sua facção. Em 54 a.C., foi um dos advogados de defesa de Marco Emílio Escauro e, depois da morte de Clódio, defendeu ativamente Milão da acusação de tê-lo assassinado.
Partidário de Pompeu e membro da facção aristocrática dos optimates, Marcelo foi eleito cônsul em 51 a.C. com Sérvio Sulpício Rufo e começou propondo medidas contra Júlio César, que estava na Gália. Foi combatido por Servílio Rufo e por alguns dos tribunos da plebe, mas não recebeu um apoio ativo de Pompeu, que chegou a negar, publicamente, a proposta de Marcelo para retirar-lhe imediatamente o comando da Gália.
Porém, com a eleição de novos cônsules favoráveis à facção de Pompeu, em 30 de setembro, Marcelo tentou aprovar uma resolução no Senado pedindo que o debate se estendesse até 1 de março do ano seguinte. Depois disto, Marcelo abandonou a gestão até o final de seu mandato.
Em 50 a.C., diante de uma iminente ruptura entre Pompeu e César, Marcelo tentou acalmar os ânimos dos pompeianos e urgiu aos senadores que convencessem os tribunos a retirar seus vetos às medidas propostas por eles. No começo de 49 a.C. indicou a necessidade de recrutar tropas para enfrentar o inevitável combate com César.
Durante a Guerra Civil de César, foi um dos primeiros a abandonar Roma para se juntar a Pompeu no Epiro. Depois da derrota pompeiana na Batalha de Farsalos, Marcelo abandona a luta e se retira para um auto-imposto exílio em Mitilene, onde permanece, sem ser molestado, dedicando-se à retórica e à filosofia.
Cícero pediu-lhe que voltasse a Roma garantindo-lhe o perdão de César no discurso "Pro Marcello". Seu primo, Caio Cláudio Marcelo também pediu o perdão a César com o apoio do Senado. Seu pedido foi atendido e Marco poderia voltar anistiado e com todas as suas honras restauradas. Cícero lhe escreveu anunciando o fato em uma carta, hoje perdida, mas a resposta de Marcelo ainda existe e é caracterizada por sua frieza.
Apesar disto, Marcelo começou sua viagem de volta em direção ao Pireu, onde conversou com seu antigo colega de consulado, Sérvio Sulpício Rufo, que era o procônsul da Grécia, onde foi assassinado por um dos servos dele, chamado Públio Mágio Chilão, supostamente por uma briga pessoal (rumores da época indicavam que teria sido a mando de César). Sulpício realizou seu funeral com honras correspondentes ao seu status e Marcelo foi enterrado na Academia de Atenas, onde os atenienses construíram um monumento pago com dinheiro público.